# Гаеми, Фархад
Фархад Гаеми (28 августа 1989 года, Гомбеде-Кавус, Иран) — иранский волейболист туркменского происхождения, игрок национальной сборной Ирана и волейбольного клуба «Бариж». Гаеми является иранцем туркменского происхождения.

## Личная жизнь
Свободно владеет персидским, туркменским и английским языками. Увлекается верховой ездой на лошадях.

## Сборная Ирана
Вместе с юношеской сборной стал победителем Чемпионата Азии среди юношей 2007 года и Чемпионате мира среди юношей 2007 года.
С 2012 года выступает за главную сборную страны. Стал победителем Чемпионата Азии 2013 года в Дубае.